# La Chaussée (Vienne)
La Chaussée è un comune francese di 171 abitanti situato nel dipartimento della Vienne nella regione della Nuova Aquitania.

## Società

### Evoluzione demografica
Abitanti censiti